# کواگما
کواگما (به انگلیسی: Koagma) شهری در شهرستان ساپونه در استان بازگا در بورکینافاسوی مرکزی است و جمعیت آن ۱۰۹۶ نفر است.